# Равенство возможностей (Нью-Брансуик)
Программа равенства возможностей (англ. Equal Opportunity program) — специальная программа канадской провинции Нью-Брансуик, введённая в 1967 году правительством Робишу, целью которой является предоставление равных услуг всем жителям провинции независимо от финансового состояния региона. До начала действия программы системы здравоохранения и образования в провинции находились под контролем администрации графств.
Под действием программы равенства возможностей администрации графств были распущены, а их функции переданы непосредственно правительству провинции.